# Émile Favre
Émile Favre, né le 27 février 1869 à Bonneville (Haute-Savoie) et mort le 10 novembre 1918 dans cette même ville, est un homme politique français.

## Biographie
Il est le fils de Edmond Favre, un menuisier originaire de Samoëns.
Répétiteur au collège de Toulon, il est nommé au lycée de Chambéry jusqu'en 1893. En 1896, il est répétiteur au lycée de Marseille. Se préparant à l'agrégation en sciences mathématiques, il doit renoncer en raison de problèmes familiaux. Il entreprend une licence en droit ainsi que des études en sciences économiques. Installé dans la ville de Marseille, il est élu conseiller municipal entre 1900 et 1904. Il est d'ailleurs président de la société de secours mutuels « La Savoisienne », qui rassemble les migrants originaires de l'ancien Duché de Savoie.
Il revient dans sa ville natale à la suite de la vacance du siège de député de la circonscription, Émile Chautemps étant devenu sénateur en 1905. Il reste en place jusqu'au lendemain de la Première Guerre mondiale. Il inscrit au groupe socialiste. Il devient conseiller municipal (1908), puis maire de Bonneville, ainsi que conseiller général du canton de La Roche-sur-Foron (1906). Il s'occupe surtout de questions concernant sa circonscription.
Il meurt en 1918 de la grippe espagnole.

## Sources
- « Émile Favre », dans le Dictionnaire des parlementaires français (1889-1940), sous la direction de Jean Jolly, PUF, 1960 [détail de l’édition]